# Zentrum am Berg
Das Zentrum am Berg ist ein Versuchstunnel der Montanuniversität Leoben am steirischen Erzberg. Die montanistische Forschungsanlage ist eine europaweit einzigartige Modellanlage für den Tunnelbau.

## Lage und Anlage
Das Zentrum am Berg liegt bei Eisenerz, im Areal des Terrassenabbaues am Erzberg.
Die Untertageanlage umfasst zwei parallel geführte Straßentunnel, zwei parallel geführte Eisenbahntunnel, und einen Versuchsstollen. Die Stollen sind um die 400 Meter lang und mit Brand- und Sicherheitsstollen miteinander verbunden, das Tunnelnetz ist rund vier Kilometer lang.
Die Anlage wurde 2016–2020 errichtet. Bausumme war 30 Millionen Euro, aus Mitteln von Land, Bund und Universität. Sie wird zusammen mit dem Erzberg-Bergbauunternehmen VA Erzberg betrieben.
Die feierliche Eröffnung sollte am 28. Mai 2020 stattfinden, fiel jedoch wegen Corona aus.

## Betrieb
Die Anlage ermöglicht Forschung und Entwicklung im Bau und Betrieb von Untertageanlagen im 1:1 Maßstab. Getestet werden können beispielsweise aerodynamische Fragestellungen zur Entlüftung, zur Sicherheit im Untertagebau und -betrieb, und zu Materialentwicklungen.
Untersucht werden können auch andere Aspekte, etwa unterirdischen Speicherung von Energie oder Erforschung der Einflüsse und Auswirkungen des Klimawandels auf den Untertagebau.
Gleichermaßen dient die Anlage dem Ausbildung und Training unter realen Untertagebedingungen für Montanisten wie für Betriebs- und Instandhaltungspersonal und Zivilschutz-Einsatzkräfte. Eine erste internationale Großübung fand schon Frühling 2019 statt.
Geplant ist auch ein Trainingszentrum für Anti-Terror-Einsätze in U-Bahnhöfen.
Begleitend wird die alten Münichtal-Siedlung ein Quartier für Übende und Einsatzkräfte mit rund tausend Betten. Parallel wird das alte Eisenerzer Spital in ein modernes Übungskrankenhaus umgewandelt, um die gesamte Rettungskette trainieren zu können.
Die Leitung hat der Montanist Robert Galler, zu der Zeit Leiter der Abteilung Subsurface Engineering der Montanuniversität.

## Medien
- Zentrum am Berg. Land Steiermark: Abenteuer Erzberg, 12. April 2019, auf facebook.com.
- Grafik der Anlage, BMVIT Infothek.